# Roskilde Lufthavn
Roskilde Lufthavn (IATA: RKE, ICAO: EKRK), officielt Københavns Lufthavn, Roskilde (fejlagtigt ofte kaldt Tune Lufthavn), ligger i Roskilde Kommune ca. 6 kilometer sydøst for Roskilde mellem Tune og Gadstrup. Lufthavnen betjener primært taxi-, skole- og privatflyvning.

## Historie
I 1960'erne blev der vedtaget en ambitiøs plan for en storlufthavn på Saltholm i Øresund med tre satellitlufthavne i Københavns omegn. I starten af 1970'erne begyndte arbejdet med at bygge Roskilde Lufthavn, og indvielsen fandt sted den 1. april 1973. Planen var, at Roskilde skulle varetage trafikken af små og mellemstore fly samt en del af indenrigstrafikken. Faciliteterne var bygget til at kunne håndtere op til 200.000 operationer om året, hvilket man regnede med at opnå i midten af 1980'erne. Kort efter åbningen af lufthavnen kom oliekrisen i 1974 og sendte brændstofpriserne i vejret. Flytrafikken kom i tilbagegang, de store planer blev skrinlagt, og Roskilde Lufthavn stod, som den eneste, fuldført. Kastrup fortsatte i rollen som Københavns hovedlufthavn.
Roskilde blev i stedet hjemsted for private fly, taxiflyvning og flyveskoler, som udgjorde langt de fleste operationer. Der har gennem tiden været enkelte faste ruter til bl.a. Stauning og videre til Aberdeen, en rute til Letland og senest en daglig flyvning til Aalborg samt en flyvning til Thisted på fredage, men alle har måttet lukke efter kort tid.
Indtil 1990 var lufthavnen ejet af staten og driften blev varetaget af Københavns Lufthavnsvæsen, som hørte under Trafikministeriet. I oktober 1990 overtog Københavns Lufthavne A/S driften af både Roskilde Lufthavn og Københavns Lufthavn, Kastrup.

## Daglig drift
I dag er en taxirute til Anholt og Læsø, fløjet af Copenhagen Air Taxi, og en taxirute til Svendborg og Ærø fløjet af Starling Air, de eneste faste flyvninger ud af Roskilde. Flere har vist interesse for etablering af rute- og charterflyvning med større fly på Roskilde, men ingen konkrete tiltag fra operatører foreligger dog endnu. Der er vedtaget et regionsplantillæg i 2006 om forlængelse af den ene landingsbane, udvidelse af terminalbygningen og etablering af parkeringshus. Virksomheder har vist interesse for at etablere sig i området nord for lufthavnen, der er udlagt som byzone.
Der er kun begrænset offentlig transport med enkelte daglige afgange direkte til lufthavnen. Ellers er nærmeste bus ved hovedvejen (Køgevej), knap to kilometer fra lufthavnen. Der kan i stedet benyttes taxa fra Roskilde. Parkering ved lufthavnen er gratis.
Efter nedlæggelsen af Flyvestation Værløse i 2004 har Roskilde, med Flyvestation Skalstrup som ligger umiddelbart syd for lufthavnen, overtaget hovedparten af militær flyvning til og fra hovedstadsområdet, både transport- og VIP-flyvninger samt som fast østlig base for en redningshelikopter fra Eskadrille 722. Der er i den forbindelse konstrueret supportfaciliteter i et separat område inden for lufthavnens område. Desuden er Flyverhjemmeværnets ene fly OY-FHB placeret i Roskilde.
Roskilde Lufthavns faciliteter omfatter:
- 24 timers operationer
- Havnekontor og administration
- Café
- Afgangs- og ankomsthal med sikkerhedskontrol
- Crew lounge og briefingrum til piloter
- Lounge til passagerer samt konferencefaciliteter
- Vejrtjeneste
- Brandberedskab

Danmarks første FBO (Fixed Base Operator) ligger i Roskilde Lufthavn og drives af Københavns Lufthavne A/S. En FBO tager sig af alt lige fra transport til og fra lufthavnen, bagagehåndtering, catering, bestilling af hotelværelser, transport og lignende samt rengøring af fly m.m.
Roskilde Executive Handling er for 10. år i træk i 2021 på EBAN's top ti listen over bedste FBO'er til at håndtere VIP gæster. Listen tæller over 400 FBO'er fordelt i Europa, Mellemøsten, Afrika og Rusland. Ingen anden FBO har før opnået dette.
Lufthavnen betjener, ud over skoleflyvning, primært privat, militær, ad hoc charter og VIP flyvning.
I 2003 blev der gennemført 90.658 operationer med 43.220 passagerer. I 2014 var antallet af operationer 66.456 og 24.082 passagerer, primært pga. nedgang i flyvebranchen på verdensplan og dermed også reduceret aktivitet hos flyveskolerne og chartrede privatfly. I 2020 var der lidt over 81.000 operationer og branchen er generelt i fremgang. 